# Dolichopus indianus
Dolichopus indianus är en tvåvingeart som beskrevs av Harmston och Frank Hall Knowlton 1946. Dolichopus indianus ingår i släktet Dolichopus och familjen styltflugor.
Artens utbredningsområde är Indiana. Inga underarter finns listade i Catalogue of Life.